# 守屋亨香
守屋 亨香（もりや きょうか、1995年5月22日 - ）は、日本の声優、タレント（元子役）。長野県安曇野市出身。東京俳優生活協同組合所属。声優ユニット「DIALOGUE+」メンバー。

## 経歴
小中学校時代を安曇野市、高校時代を松本市で過ごした。松商学園高等学校卒業。
かつてはキリンプロに所属し、小学生時代から子役タレントとしてテレビドラマやCMに出演。その後はフラッシュアップ（ヒラタオフィス新人部）に所属してマルチタレントとして声優活動も始める。高校時代から本格的に声優を志すようになり、その後は声優が中心に所属している事務所であるIAMエージェンシーに所属した。
2019年より声優ユニット「DIALOGUE+」にメンバーとして参加する。
2020年放送のテレビアニメ『おちこぼれフルーツタルト』ではメインキャストの緑へも役での出演を果たした。
2021年9月30日をもってIAMエージェンシーを退所し、フリー期間を経て、2022年3月1日より東京俳優生活協同組合に所属。
2023年3月29日、篠原侑とともにパーソナリティを務めるインターネットラジオ『ゆうときょうかの「あつまれ!ささもり!」』が第8回アニラジアワード「BEST CUTE RADIO かわいいラジオ賞」を受賞。同年4月1日には、受賞記念企画として、自身初となるソロラジオ冠番組『きょんくみちょーの、チャカとダンビラどっちが強いかな？』が24時間限定で配信され、その後、同年8月30日よりレギュラー化された（不定期配信）。同番組は、2024年10月25日・第14回配信より番組名が『守屋亨香のチャカダン♡』に変更された。

## 人物・エピソード
趣味はアニソン歌唱、音楽鑑賞、プロレス鑑賞。特技は手芸と小学2年生のときから続けているという書道。好きなアニメは『けいおん!』。好きな食べ物は牛肉、苦手な食べ物は牛乳、ウニ。ZIGGYやSHOW-YAといった1980年代・90年代のロック音楽を好み、ロックバンドをきっかけにドラムの練習も行っている。
子役としては小学6年生から始めており、以前から芝居、歌などマルチに活躍している女優に憧れていたという。看護師になりたい夢もあったが、芸能界に入りたい気持ちを諦めきれなかったという。両親に反対されたが、一度だけオーディションを受けさせてもらい、事務所に所属したという。高校生までは地元で学校に通いながら、東京での仕事を両立させていたという。
子役活動時代、声が特徴的過ぎてオーディションで損することが多く、声の高さからふざけていると勘違いされることさえあり、低めの声を作っていたほどに自身の声がコンプレックスだった。そんな中、当時所属していた事務所から声優オーディションの話が来て、そのオーディションでは一転、声をよく褒められたことから声優業に興味を持ちはじめ、現在は声優業を主としている。声優として活動していくと決めたときにユニットやアーティストとしての活動もしたいという願望があり、「DIALOGUE+」としてのデビューが決まったときには不安よりもワクワクの気持ちが勝っていたという。「自分ではない役になれるところ」が声優の魅力と語り、声優を目指す女の子が主役のゲーム『CUE!』の鹿野志穂役は「コンプレックスだった声を生かそうと、声優になった経緯が全く同じ」と、思い入れが強い。
「DIALOGUE+」内では他メンバーから「かわいい」ポジションだと評判である。
2022年よりはんぺんと名付けたオスのビションフリーゼを飼っている。

## 出演
太字はメインキャラクター。

### テレビアニメ
2015年
- 緋弾のアリアAA（るい）

2018年
- グラゼニ（うぐいす嬢）

2019年
- 放課後さいころ倶楽部
- 厨病激発ボーイ（子供）
- アフリカのサラリーマン（うさみちゃん）
- ACTORS -Songs Connection-（女子児童）

2020年
- 邪神ちゃんドロップキック'（女の子）
- おちこぼれフルーツタルト（緑へも）

2022年
- CUE!（鹿野志穂）
- 恋は世界征服のあとで（少年A、リポーター）
- 骸骨騎士様、只今異世界へお出掛け中（ヘリナ）
- 継母の連れ子が元カノだった（金井奈須華）

2023年
- カワイスギクライシス（ミトラ・リル）
- クレヨンしんちゃん（ギャルB、園児B）
- 久保さんは僕を許さない（家庭科教師）

2024年
- ワンルーム、日当たり普通、天使つき。（もふもふ）

2025年
- 忍者と殺し屋のふたりぐらし（草隠みちる）
- ゴリラの神から加護された令嬢は王立騎士団で可愛がられる（アレーネ）
- 公女殿下の家庭教師（エリー・ウォーカー）

### 劇場アニメ
- マグネッ娘（2014年、S崎S代[31]）

### ゲーム
2014年
- アイドリズム（杏菜・リンドバーグ）
- OTOGEAR〜オトギア〜（白ウサギ）

2018年
- Dance with Devils MY Carol
- 突然ですが、異世界で正義の味方になりました（クロエ）
- グランドチェイス-次元の追跡者-（マミン、ココ）
- カンフー娘（衡山乙音）

2019年
- エターナルスカーレット（ティア、キャリー、クロナ）
- ソフィアコネクタ（猫王ニャル）
- 蒼藍の誓い ブルーオース（サミュエル・B・ロバーツ）
- イースIX -Monstrum NOX-（グザヴィエ）
- CUE!（鹿野志穂）

2020年
- ラストピリオド -終わりなき螺旋の物語-（リィズ）

2021年
- 天華百剣 -斬-（高麗鶴光忠）
- 星間パイオニア（キキ、鈴音）
- カルテットファンタジア（メルティ、ティア、クロナ）
- Re:ステージ!プリズムステップ（緑へも）
- タイムディフェンダーズ（カヤノヒメ）
- きららファンタジア（緑へも）

2022年
- モンスターストライク（2022年 - 2025年、ピニャ・コラーダ、ラムゼー）
- ドルフィンウェーブ（浦見かな）
- けものフレンズ3（ちびくまモン）

2023年
- アズールレーン（フランドル）
- ブラウンダスト（サニア）

2024年
- エバーソウル（ジャクリーン）
- De:Lithe Last Memories（アシャンディラ）

2025年
- 城とドラゴン（風神）

### 吹き替え
- Call Star -ボクは本当にダメな星?-（2023年、メールちゃん[57]）
- 最後の召喚師 -The Last Summoner- （2023年、女の子[58]）

### ラジオ
※はインターネット配信。
- 音泉キング「下野紘」のラジオ きみはもちろん、＜音泉＞ファミリーだよね?（2018年 - 、音泉※）[59]
- 音泉ジュニアのラジオ「守屋亨香と星谷美緒のムシャムシャ・コミュニケーションズ」（2018年、音泉※）[60]
- 音泉ジュニアのラジオ「雨宮夕夏・星谷美緒・守屋亨香の#すぐめし」（2019年 - 、音泉※）
- ゆうときょうかの 「あつまれ!ささもり!」（2020年 - 、音泉※）[61]
- 守屋亨香のチャカダン♡（旧番組名：きょんくみちょーの、チャカとダンビラどっちが強いかな？）（2023年 - 、音泉※）[12]

### Web番組
- 守屋亨香・星谷美緒の今日から見守ってみおっか！（2024年 -、OPENREC）

### ドラマCD
- DUEL!（2017年、駒沢貴恵[62]）
- 『薬屋のひとりごと』 第11巻 ドラマCD付き限定特装版（2021年、貴園[63]）
- 真郷街ーまきょうがいー（2023年、吉見天[64]、町民1、猫の声）

### CM
- 栄光ゼミナール（2008年）
- カルピスソーダ（2009年）
- ダヴィンチ（2009年）
- ベネッセ「進研ゼミ高校講座」合格から逆算　高校生活篇（2012年）
- ソフトバンク（2013年）

### テレビドラマ
- 大家だけが知っている（2009年、TBS） - 沢村夏枝役
- 金曜プレステージ 赤い霊柩車（2011年、CX） - 友人役
- 緊急取調室（2014年、EX） - 第5話　春日役

### 広告
- 栄光ゼミナール（2008年）
- 彩文館出版「TG」（2009年）

### テレビ番組
- ザ!世界仰天ニュース（2008年、NTV） - 好美役
- 行列のできる法律相談所（2008年、NTV） - 姉役
- 世界仰天ニュース（2009年、NTV）
- 行列のできる法律相談所（2009年、NTV） - 辻希美役
- 私が総理大臣になったら（2009年、NTV） - 娘役
- ペケ×ポン（2008 - 2009年、CX）
- ザ・ベストハウス123（2011年、CX） - 友人役
- モンスターロック（2012年、SPACE SHOWER TV） - 天使役

### ナレーション
- 株式会社ルートデザイン「池袋→全国どこへでも【出張ライブ配信】致します！」（2023年、YouTube）[65]
- 続々~ゾクゾク~（2024年5月26日・6月2日、日本テレビ）[66]

### 舞台・朗読劇
- LIAR GAME murder mystery『爆発廃工場 〜犯人の挑戦状〜』『首切りホテル 〜最後の夜宴〜』（2024年6月14日、飛行船シアター）[67]
- 俳協創立65周年記念リーディングライブ『銀河鉄道の夜 ～Night on the MILKY WAY TRAIN～』（ジョバンニ役、2025年7月19日、TACCS1179）

### パチンコ・パチスロ
- Sister Quest（2025年、ルリス）[68]

## ディスコグラフィ

### キャラクターソング
| 発売日   | 商品名                                      | 歌                               | 楽曲 | 備考                                                       |
| 2019年   | 2019年                                      | 2019年                           | 2019年 | 2019年                                                     |
| -------- | ------------------------------------------- | -------------------------------- | --- | ---------------------------------------------------------- |
| 11月27日 | Forever Friends                             | AiRBLUE                          | 「Forever Friends」                                                                                            | ゲーム『CUE!』オープニングテーマ                           |
| 11月27日 | Forever Friends                             | AiRBLUE                          | 「さよならレディーメイド」                                                                                     | ゲーム『CUE!』関連曲                                       |
| 11月27日 | Forever Friends                             | Flower                           | 「Forever Friends」                                                                                            | ゲーム『CUE!』関連曲                                       |
| 2020年   |                                             |                                  | |                                                            |
| 1月22日  | Knocking on My Dream!!                      | Flower                           | 「Knocking on My Dream!!」 「One More Step!」 「our song」                                                     | ゲーム『CUE!』関連曲                                       |
| 3月25日  | beautiful tomorrow                          | AiRBLUE                          | 「beautiful tomorrow」 「私たちはまだその春を知らない」                                                        | ゲーム『CUE!』関連曲                                       |
| 3月25日  | beautiful tomorrow                          | Flower                           | 「beautiful tomorrow」                                                                                         | ゲーム『CUE!』関連曲                                       |
| 8月26日  | Colorful/カレイドスコープ                   | AiRBLUE                          | 「Colorful」 「カレイドスコープ」                                                                              | ゲーム『CUE!』関連曲                                       |
| 8月26日  | Colorful/カレイドスコープ                   | Flower                           | 「Colorful」                                                                                                   | ゲーム『CUE!』関連曲                                       |
| 9月16日  | Red or Blue?                                | Flower                           | 「Red or Blue?」 「Field of Flowers」 「CUTE♡CUTE♡CUTE♡」                                                      | ゲーム『CUE!』関連曲                                       |
| 10月28日 | おちこぼれフルーツタルト メインテーマCD     | フルーツタルト                   | 「キボウだらけのEVERYDAY」                                                                                     | テレビアニメ『おちこぼれフルーツタルト』オープニングテーマ |
| 10月28日 | おちこぼれフルーツタルト メインテーマCD     | フルーツタルト                   | 「ワンダー！」                                                                                                 | テレビアニメ『おちこぼれフルーツタルト』エンディングテーマ |
| 10月28日 | おちこぼれフルーツタルト メインテーマCD     | フルーツタルト                   | 「タルトなキモチ」                                                                                             | テレビアニメ『おちこぼれフルーツタルト』挿入歌             |
| 2021年   |                                             |                                  | |                                                            |
| 1月6日   | 最高の魔法                                  | AiRBLUE                          | 「最高の魔法」 「白い沿線」                                                                                    | ゲーム『CUE!』関連曲                                       |
| 1月6日   | 最高の魔法                                  | Flower                           | 「最高の魔法」                                                                                                 | ゲーム『CUE!』関連曲                                       |
| 3月24日  | おちこぼれフルーツタルト BD・DVD第3巻特典CD | フルーツタルト                   | 「目指せ！カレーNo.1!」                                                                                        | テレビアニメ『おちこぼれフルーツタルト』挿入歌             |
| 3月24日  | おちこぼれフルーツタルト BD・DVD第3巻特典CD | フルーツタルト、クリームあんみつ | 「青春の終焉と少女の翼」                                                                                       | テレビアニメ『おちこぼれフルーツタルト』挿入歌             |
| 4月21日  | Talk about everything                       | AiRBLUE                          | 「CUTE♡CUTE♡CUTE♡」 「ミライキャンバス」 「our song」 「Radio is a Friend!」 「マイサスティナー」 「雫の結晶」 | ゲーム『CUE!』関連曲                                       |
| 2022年   |                                             |                                  | |                                                            |
| 1月26日  | スタートライン/はじまりの鐘の音が鳴り響く空 | AiRBLUE                          | 「スタートライン」                                                                                             | テレビアニメ『CUE!』オープニングテーマ                     |
| 1月26日  | スタートライン/はじまりの鐘の音が鳴り響く空 | AiRBLUE                          | 「はじまりの鐘の音が鳴り響く空」                                                                               | テレビアニメ『CUE!』エンディングテーマ                     |
| 1月26日  | スタートライン/はじまりの鐘の音が鳴り響く空 | AiRBLUE                          | 「空合ぼくらは追った」                                                                                         | 『CUE!』関連曲                                             |
| 1月26日  | スタートライン/はじまりの鐘の音が鳴り響く空 | Flower                           | 「スタートライン」 「はじまりの鐘の音が鳴り響く空」                                                            | 『CUE!』関連曲                                             |
| 3月16日  | CUE! BD第1巻特典CD                          | 鹿野志穂（守屋亨香）             | 「beautiful tomorrow」 「Colorful」 「最高の魔法」 「ミライキャンバス」                                        | 『CUE!』関連曲                                             |
| 3月16日  | CUE! BD第1巻 きゃにめ特典CD                 | 鹿野志穂（守屋亨香）             | 「Forever Friends」                                                                                            | 『CUE!』関連曲                                             |
| 4月20日  | CUE! BD第2巻 きゃにめ特典CD                 | 鹿野志穂（守屋亨香）             | 「さよならレディーメイド」                                                                                     | 『CUE!』関連曲                                             |
| 5月18日  | CUE! BD第3巻 きゃにめ特典CD                 | 鹿野志穂（守屋亨香）             | 「スタートライン」 「はじまりの鐘の音が鳴り響く空」                                                            | 『CUE!』関連曲                                             |
| 2024年   |                                             |                                  | |                                                            |
| 5月27日  |                                             | ジャクリーン（守屋亨香）         | 「NUMB」 | ゲーム『エバーソウル』関連曲（YouTubeにて公開）            |

### 参加映像作品
| 発売日        | タイトル                                                   | 規格品番  |
| ------------- | ---------------------------------------------------------- | --------- |
| 2022年1月27日 | ささもり・みゆかおり 伝説の生き物調査ロケ♪ in 函館         | TBXK-1288 |
| 2023年8月30日 | ささもり・みゆかおり 伝説の生き物調査ロケ♪ in 茶臼山動物園 | TBXK-1344 |

### その他参加作品
| 発売日        | 商品名                                | 歌                      | 楽曲                     | 備考                                                              |
| ------------- | ------------------------------------- | ----------------------- | ------------------------ | ----------------------------------------------------------------- |
| 2021年9月17日 | Onsen Theme song Collection album 1st | ゆうときょうか          | 「水曜Twinkle」          | Webラジオ『ゆうときょうかの「あつまれ！ささもり！」』テーマソング |
| 2022年8月17日 | えきぞちっく・ちゅちゅま～る          | えきぞちっく♡あにま～る | 「えきぞちっく・たいむ」 | Web配信番組『えきぞちっく・たいむ』テーマソング                   |

## 書籍
- 守屋亨香1st写真集『きょんぷりーと！』（2024年12月25日発売、イマジカインフォス、撮影：中山雅文）[70] ISBN 978-4-07-460931-4

### ユニットメンバー
1. 1 2 3 4 5 6  六石陽菜（内山悠里菜）、鷹取舞花（稗田寧々）、鹿野志穂（守屋亨香）、月居ほのか（緒方佑奈）、天童悠希（鷹村彩花）、赤川千紗（宮原颯希）、恵庭あいり（飯塚麻結）、九条柚葉（村上まなつ）、夜峰美晴（安齋由香里）、神室絢（松田彩希）、宮路まほろ（山口愛）、日名倉莉子（鶴野有紗）、丸山利恵（立花日菜）、宇津木聡里（小峯愛未）、明神凛音（佐藤舞）、遠見鳴（土屋李央）
2. 1 2 3 4 5 6  六石陽菜（内山悠里菜）、鷹取舞花（稗田寧々）、鹿野志穂（守屋亨香）、月居ほのか（緒方佑奈）
3. 1 2 3  桜衣乃（新田ひより）、関野ロコ（久保田梨沙）、貫井はゆ（白石晴香）、前原仁菜（近藤玲奈）、緑へも（守屋亨香）
4. ↑  関野チコ（佐倉薫）、中町ぬあ（篠原侑）、中町るあ（田中貴子）
5. ↑  篠原侑、守屋亨香
6. ↑  前田佳織里、篠原侑、守屋亨香